# Salih Jamal
Salih Jamal (* 30. Oktober 1966) ist ein Schriftsteller. Er hat seine Wurzeln in Palästina. Er lebt und arbeitet in Düsseldorf. Er ist Autor der Romane Briefe an die grüne Fee, Orpheus, Das perfekte Grau, Blinder Spiegel und Vor der Nacht.

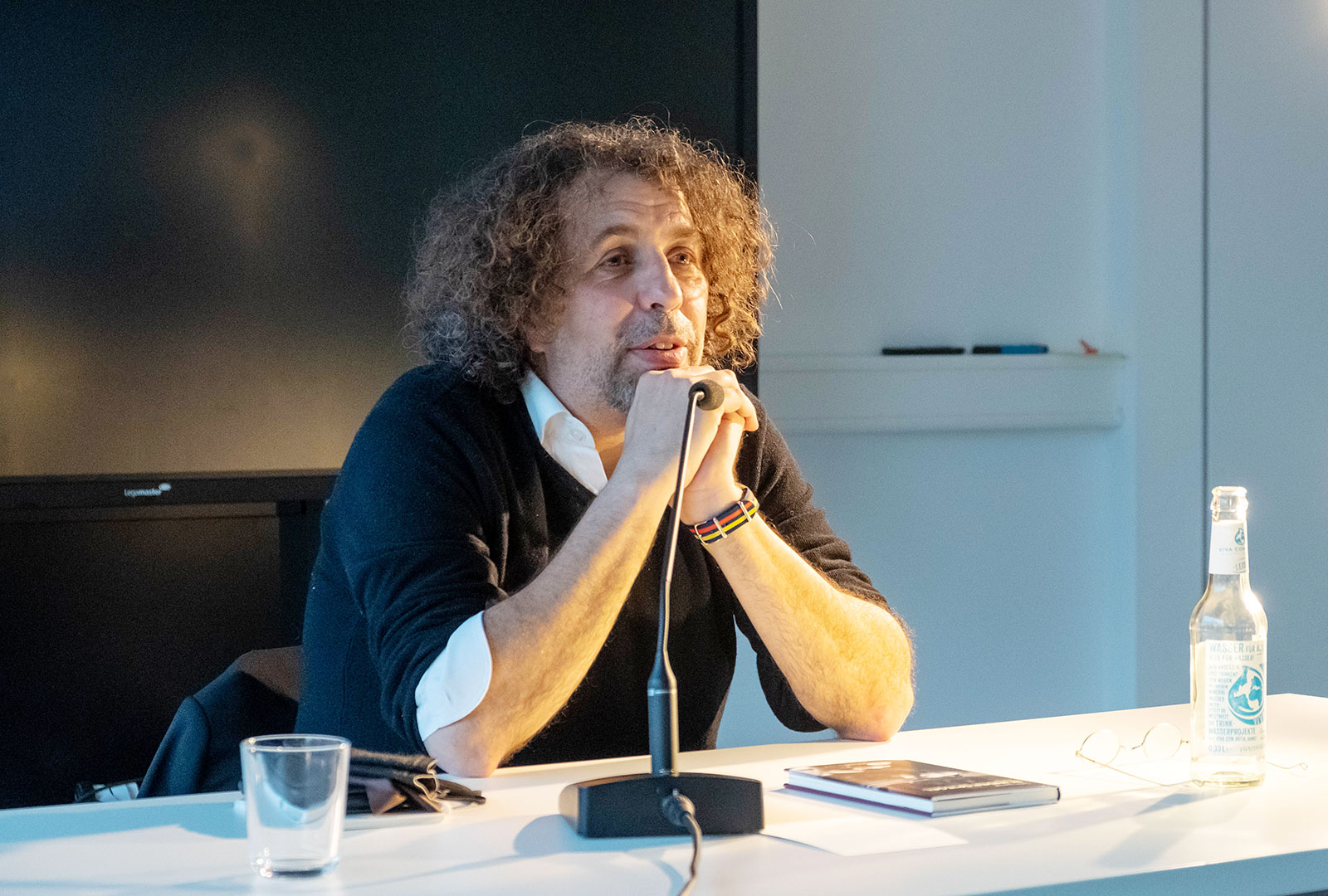
Salih Jamal am 13. April 2022 in der Stadtbibliothek Düsseldorf. Lesung aus dem Roman Blinder Spiegel.

## Biografie
Laut den Webseiten des Autors arbeitete Salih Jamal in Fast-Food-Restaurants, Modehäusern auf Düsseldorfer Königsallee, als Rosenverkäufer in Bordellen und als Kurierfahrer.

## Preise
- Sein Debüt Briefe an die grüne Fee – Über die Langeweile, das Begehren, die Liebe und den Teufel wurde 2018 auf der Frankfurter Buchmesse mit dem  Skoutz-Award für das beste Buch in der Kategorie „Zeitgenössische Literatur“ ausgezeichnet.
- Sein Roman Das perfekte Grau kam auf die „Hotlist“ und gehört zu den zehn besten Büchern der unabhängigen Verlage 2021.[2]

## Werke
- Briefe an die grüne Fee-Über die Langeweile, das Begehren, die Liebe und den Teufel. BoD, 2018, ISBN 978-3-7448-0914-6.
- Orpheus-Musik, Liebe, Tod. BoD, 2019, ISBN 978-3-7528-2284-7.
- Das perfekte Grau. Septime Verlag, 2020, ISBN 978-3-99120-001-7.
- Blinder Spiegel. Septime Verlag, 2022, ISBN 978-3-99120-010-9.
- Vor der Nacht. Leykam Verlag, 2024, ISBN 978-3701183524.